# Trolejbusy w Czernihowie
Trolejbusy w Czernihowie − system komunikacji trolejbusowej działający w ukraińskim mieście Czernihów.
Trolejbusy w Czernihowie uruchomiono 5 listopada 1964. Trolejbusy kursowały na trasie o długości 22 km. W ciągu kolejnych lat sieć sukcesywnie rozbudowywano. Obecnie w Czernihowie działa 9 linii trolejbusowych:
- 1: Железнодорожный вокзал (dworzec kolejowy) − АО "Сиверянка"
- 2: Завод ЧерниговАвтодеталь"(ЗАЗ) − ul. Шевченко
- 3: Завод ЧерниговАвтодеталь"(ЗАЗ) − Железнодорожный вокзал
- 4: Завод ЧерниговАвтодеталь"(ЗАЗ) − Химволокно
- 5: Химволокно − Подусовка
- 6: ul.Пухова − ul.Независимости
- 7: ul.Пухова − Химволокно
- 8: ul.Пухова − Химволокно
- 10: Бобровица − Завод "ЧерниговАвтодеталь"(ЗАЗ)

Do 1 marca 2011 działa jeszcze linia nr 9, która kursowała na trasie Вторая городская больница − ТЦ "Дружба".

## Tabor
Tabor trolejbusowy w Czernihowie składa się ze 115 trolejbusów:
- ZiU-9 83 trolejbusy
- JuMZ-T1 3 trolejbusy
- JuMZ-T2 27 trolejbusy
- LAZ E183 2 trolejbusy

W 2008 zakupiono dwa trolejbusy LAZ E183. Są to pierwsze niskopodłogowe trolejbusy w Czernihowie. W latach 2011−2012 planowany jest zakup białoruskich trolejbusów AKSM-32100.